# Cory in the House
Cory in the House je americký sitcom, zatím nevysílaný v Česku. Premiérově byl vysílán na Disney Channel od 12. ledna 2007 do 12. září 2008. Seriál je pokračováním seriálu That's So Raven. Odehrává se v Bílém domě.

## Obsazení
- Kyle Massey – jako Cory Baxter
- Jason Dolley – jako Newton "Newt" Livingston III.
- Maiara Walsh – Meena Paroom
- Madison Pettis – Sophie Martinez
- Rondell Sheridan – Victor Baxter
- John D'Aquino – President Richard Martinez

## Vysílání
| Řada | Díly | Premiéra v USA     | Premiéra v USA |
| Řada | Díly | První díl          | Poslední díl   |
| ---- | ---- | ------------------ | -------------- |
| 1    | 21   | 12. ledna 2007     | 10. září 2007  |
| 2    | 13   | 17. listopadu 2007 | 12. září 2008  |